# Angelina Martínez Lafuente
Angelina Martínez Lafuente (Cartagena?, 1840 - ?, segle XX) fou una autora de teatre, poetessa.

## Biografia
No sabem amb certesa quan nasqué. D'ella ignorem fins i tot el seu segon llinatge. Pensem que degué morir a Puerto Rico, ja que allà perdem el seu rastre, el 1877. La darrera notícia que en tenim és una carta plena de nostàlgia que envià als seus amics Josep Lluís Pons i Gallarza i la seva esposa Maria. Els explicava que a Puerto Rico ella començava a publicar poemes a la premsa. Fixà la seva residència a Cabo Rojo el 1876, quan el seu home Pere Lafuente i Llinàs, que era pilot graduat d'alferes de fragata, hi fou nomenat ajudant de marina del port.
Angelina, a les seves composicions relata que perdé la mare de molt petita i poc després també el pare, arrossegant sempre una pregona melangia. Degué anar a viure a Palma de jove des de la seva Cartagena natal, probablement per casar-se amb el pilot mallorquí Pere Lafuente devers 1860. Angelina sempre elogià i es refugià en el recer de l'amistat. Dedicà sentits poemes a les seves amigues, entre elles les poetes Manuela de los Herreros i Margalida Caimari, amb qui assistia a les vetllades literàries de can Pons i Gallarza i amb qui recità les seves composicions a l'Ateneu Balear el 1869. Fins que abandonà l'illa seguí una exitosa trajectòria com a autora teatral i poeta. El 1865 estrenà amb èxit de públic i crítica un dels seus drames, Misterios del corazón, al Teatre Romea de Barcelona. El 1870, amb Manuela de los Herreros, llegí poesies en benefici dels afectats per la pesta groga. El 1868 s'estrenà al Teatre Principal el seu drama La corona del martirio, l'acció del qual transcorre a Cadis el 1810. El 1869 recità un poema en una sessió organitzada al Teatre Principal de Palma per recollir doblers per a la redempció de quintos, i L'any 1873 al Círculo Mallorquín tornà a recitar poemes, juntament amb les poetesses Caimari i de los Herreros, en benefici dels ferits de la guerra carlina.
Per mitjà de la seva comèdia El cura de Son Rapiña, estrenada al Teatre Principal de Palma el 1868, hem pogut conèixer la seva ideologia progressista. Hi criticava l'obscurantisme d'aquells que volien reimplantar la Inquisició i mantenir les dones recloses dins la domesticitat. La seva poesia és plenament romàntica, i s'endinsa sovint en reflexions filosòfiques i denúncies socials. Escrigué sempre en castellà.
Si classifiquem els poemes d'Angelina que coneixem, hom veu que es poden agrupar en quatre temàtiques: l'orfandat, l'amistat entre dones, la mort, els històrics, els socials i, finalment, els filosòfics. En algun dels seus poemes es veu que visqué la contradicció entre l'ànsia de ser reconeguda, prohibida a les dones, i l'acceptació del rol d'humilitat imposada. Ella resolia aquesta paradoxa amb la religió que la duia a la conclusió del caràcter fugaç del món. Angelina, com les altres poetes romàntiques, a diferència dels poetes, havien de suavitzar el desig de mort amb la fe religiosa, com era preceptiu per a la identitat femenina. El fet que Angelina aconseguís que les seves obres s'interpretassin a Mallorca i també a Barcelona es podria entendre com una major ambició professional.